# 喜多道枝
喜多 道枝（きた みちえ、1935年〈昭和10年〉3月11日 - 2024年〈令和6年〉11月6日）は、日本の女優、声優。
父は能楽シテ方喜多流十五世宗家喜多実。十六世宗家喜多六平太と喜多節世は兄である。
東京府（現・東京都）出身。

## 略歴
小さい頃から演劇が好きで役者を志す。
東京都立豊多摩高等学校卒業。
俳優座養成所第5期生。
劇団仲間、劇団四季、東京演劇集団「TES」、ユニオンプロ、プロダクション・エムスリーを経て
、希楽星に所属していた。
2024年11月6日、東京都内の自宅で老衰のため死去。89歳没。同日の朝は同居する長男の出勤を見送る元気な様子を見せていたが、長男が帰宅したところ喜多が倒れているのを発見した。同月23日にはトークショーの予定が入っており、所属事務所も最近病気をすることなく、生涯現役であったと話している。

## 人物
声種はソプラノ。端正な声が魅力的。
役柄としては。素直な少年役が印象的。『たけしの万物創世紀』に登場し、かつて一人八役を演じた作品を「声優の神業」として紹介し生実演（再現）した。同番組の企画として、『フランダースの犬』で、主役のネロの他にアロア、ジョルジュ、ポール、アロアの母、ネロの祖父、ヌレットおばさん、ナレーター役を演じた。それぞれの役の演じ分け・切替を瞬時に行う様子は、番組出演者を驚かせた。番組の解説によると、これだけの役を演じ分けられる理由は、声の高低に関わる声帯の振動数にあるという。一般的に成人男性で毎秒100回、女性で250回振動しているが、喜多は老人の声で約190回、男児の声で約700回と役によって振動数を大きく変化させていた。
1979年、テレビ朝日『100万円クイズハンター』に本名の纓片道枝で応募し出場。番組の中で自身の声優業と芸名を公表した。これ以降、同番組では「〜休み特別企画」として声優が番組宣伝を兼ねて出場することが恒例となった。

## 出演
太字はメインキャラクター

### テレビドラマ
- 月よりの使者（1961年）
- 蒼い描点（1962年）
- 特別機動捜査隊（1976年）
  - 第774話「妻に捧げる協奏曲」 - 章子
  - 第785話「暴走時代」 - 信子
- 土曜ドラマ
  - 松本清張シリーズ たずね人（1977年） - アナウンサー
- 大河ドラマ
  - 新・平家物語（1972年） - 牧の方
  - 獅子の時代（1980年） - 小此木津留
  - 徳川家康（1983年）
  - 翔ぶが如く（1990年） - 伊集院ヨシ
- ふれ愛II（1988年）
- 銀河テレビ小説
  - 総務部総務課山口六平太（1988年） - 西川夫人
- 愛はどうだ（1992年）
- 悪夢の封印（1993年）
- ざけんなョ!!（1994年）
- 時をかける少女（1994年）
- 長男の嫁（1994年）
- パパは保母さん（1995年）
- 激走戦隊カーレンジャー（1996年） - 芋長の奥さん
- 私の青空（2000年）
- ショムニ2（2000年）
- 監察医・篠宮葉月 死体は語る（2001年） - 安藤の母
- ほんとにあった怖い話 「二階が怖い」（2004年） - 草野芳江 役
- ヒミツの花園（2007年）
- ザ・クイズショウ（2009年） - 佐藤房子 役
- 春さらば（2009年） - 鯨井美代子 役
- 私は代行屋! 晴子の事件推理 第1作（2012年8月18日） - 昔の広瀬家の隣人
- おトメさん（2013年2月21日）
- 奇跡の人（2016年） - 鶴里咲 役
- 居酒屋ぼったくり（2018年） - スーパーの女性客
- コード・ブルー -ドクターヘリ緊急救命-（2018年）
- 神様のカルテ 第二夜（2021年） - 留川トヨ 役
- 両刃の斧（2022年） - 老婆 役

### 映画
- 心に太陽を
- 盗まれた欲情（1958年）
- 催眠（1999年）
- きみはいい子（2015年） - 佐々木あきこ 役
- オケ老人!（2016年） - 宮崎しま子（しま子） 役
- 星に語りて〜Starry Sky〜（2018年）

### 舞台
- アンフィトリオン38
- ジークフリート
- 死せる女王
- 第三帝国の恐怖と貧困
- 8人の女たち（2004年）
- まる頭と、とんがり頭
- 池袋わが町（2008年・2009年）

### テレビアニメ
1965年
- オバケのQ太郎（第1作）（ドロンパ）
- 鉄腕アトム (アニメ第1作)

1967年
- リボンの騎士（フランツ・チャーミング）

1968年
- 怪物くん（デモキン）
- 巨人の星（1968年 - 1970年）

1970年
- 男どアホウ甲子園（朝野あゆみ）
- 昆虫物語 みなしごハッチ

1971年
- 珍豪ムチャ兵衛

1972年
- 科学忍者隊ガッチャマン（高原誠）

1974年
- ウリクペン救助隊（ウサギのショータロー）

1975年
- タイムボカン（牛若丸）
- フランダースの犬（ネロ）

1976年
- ポールのミラクル大作戦（ピート、ペインタ、ゼーロ）
- UFO戦士ダイアポロン（モイラ）

1977年
- 家なき子（グレース）
- 一発貫太くん（満夫）
- 闘将ダイモス（サユリ）

1979年
- 円卓の騎士物語 燃えろアーサー（1979年 - 1980年、ガラハッド）
- 花の子ルンルン（トゲニシア、ナレーション）
- 未来ロボ ダルタニアス（かおり）

1980年
- 宇宙戦士バルディオス（妻）
- ニルスのふしぎな旅（ペテロ）

1981年
- 怪物くん（豆夫）
- 家族ロビンソン漂流記 ふしぎな島のフローネ（モーツァルト）
- 釣りキチ三平（育夫）
- ヤットデタマン（アラン）

1982年
- 手塚治虫のドン・ドラキュラ（ノブヒコ）

1989年
- 美味しんぼ（1989年 - 1991年、長田シェフ、加村の妻）

2008年
- 夏目友人帳（ハナ）
- ポルフィの長い旅（ハインツ・フォン・アイゼンベルク）

### 劇場アニメ
- 花の子ルンルン こんにちは桜の国（1980年、トゲニシア、ナレーション）
- ドラえもん のび太の海底鬼岩城（1983年、エル）

### ゲーム
- 魔女っ子大作戦（1999年、トゲニシア、ザーレム）

### 吹き替え

#### 女優
- フランソワーズ・アルヌール
  - 過去をもつ愛情（カスリーン）
  - 爪を磨く野獣（エリザベス）
  - 肉体の怒り（クララ）

#### 映画
- 尼僧を追え（シスター・アンジェル〈ソフィー・デマレ〉）
- アラバマ物語（ディル）
- 乙女の館（ニコール〈ニコール・クールセル〉）
- 恐ろしき結婚（アリダ〈ヘディ・ラマー〉）
- おとぎの国「ディック・ウィッチングトンとねこ」（アリス〈ジュディ・メレディス〉）
- 武装強盗団（ジーン・モリソン〈ジル・アイアランド〉）

#### ドラマ
- アウターリミッツ（ジョアンナ・フランク）
- 0011ナポレオン・ソロ（クララ〈マドリン・ルー〉）
- 逃亡者#30（クリス〈ジョアンナ・フランク〉）
- ひとすじの道 「愛のバイオリン」（イローナ〈カロリン・クレイグ〉）
- 名探偵ポワロ
- ルート66
  - 「ルチアへの贈物」（アーリン・サックス）
  - 「かわいい女社長」（スーザン・メルビン）

#### アニメ
- ゆかいなボゾ

#### 人形劇
- サンダーバード（チップ・モリソン）

### 人形劇
- アッポしましまグー（アッポちゃん）
- 宇宙船シリカ（ピロ）
- 空中都市008（チョン子ちゃん）
- プルルくん（リリィ）
- こどもにんぎょう劇場「ハーメルンのふえふき男」（すべての登場人物）

### テレビ番組
- うちのひと がっこうのひと（オウムのトンペー博士）
- いちにのさんすう（タップくん）
- 世界まるごとHOWマッチ（声の出演）
- たけし・逸見の平成教育委員会（ナレーション）※島津冴子の代役
- タモリのグッジョブ!胸張ってこの仕事（2003年2月18日）※『フランダースの犬』のネロ役で顔出し出演
- 平塚らいてうの生涯（ナレーション）
- ファーブル植物記（ナレーション）
- ヨーロッパ美術史（ナレーション）
- ワンワンパッコロ!キャラともワールド（タップくん）

### ラジオ番組
- パックインミュージック（パック）